# Abram (Bihor)
Pour les articles homonymes, voir Abram.
Abram (Érábrány en hongrois) est une commune roumaine du județ de Bihor, en Transylvanie, dans la région historique de la Crișana et dans la région de développement Nord-Ouest.

## Géographie
La commune d'Abram est située dans le nord-est du județ, sur la rivière Barcău, dans les collines Silvaniei, à 5 km à l'est de Marghita et à 42 km au nord-est d'Oradea, le chef-lieu du județ.
La municipalité est composée des huit villages suivants (nom hongrois), (population en 2002) :
- Abram (970), siège de la commune ;
- Cohani (Kohány), (128) ;
- Dijir (Diszér), (344) ;
- Iteu (Lüki), (361) ;
- Iteu Nou (Újlüki), (162) ;
- Margine (Széltalló), (574) ;
- Satu-Barba (Újbártfalva), (300) ;
- Șuiug (Szunyogd), (507).

## Histoire
La première mention écrite du village d'Abram date de 1291 sous le nom de Villa Abraam, le village apparaît ensuite sous de nombreuses autres appellations, et notamment Monostoros Abraham. Le village d'Iteu est mentionné en 1321, celui de Șuiug en 1374. Il faut attendre le XVe siècle pour les autres villages : Margine et Satu-Barba en 1406, Dijir en 1410 et Cohani en 1454.
La commune, qui appartenait au royaume de Hongrie, en a donc suivi l'histoire.
Après le compromis de 1867 entre Autrichiens et Hongrois de l'empire d'Autriche, la principauté de Transylvanie disparaît et, en 1876, le royaume de Hongrie est partagé en comitats. Abram intègre le comitat de Bihar (Bihar vármegye), dans le district de Marghita.
À la fin de la Première Guerre mondiale, l'Empire austro-hongrois disparaît et la commune rejoint la Grande Roumanie au traité de Trianon.
En 1940, à la suite du deuxième arbitrage de Vienne, elle est annexée par la Hongrie jusqu'en 1944, période durant laquelle sa communauté juive est exterminée par les nazis. Elle réintègre la Roumanie après la Seconde Guerre mondiale au traité de Paris en 1947.

## Politique
| Période                                  | Période  | Identité               | Étiquette | Qualité |
| ---------------------------------------- | -------- | ---------------------- | --------- | ------- |
| Les données manquantes sont à compléter. |          |                        |           |         |
| 2008                                     | En cours | Gabriel-Octavian Nuțaș | PNL       |         |

| Parti | Parti                        | Sièges |
| ----- | ---------------------------- | ------ |
|       | Parti national libéral (PNL) | 11     |
|       | Parti social-démocrate (PSD) | 2      |

## Religions
En 2002, la composition religieuse de la commune était la suivante :
- Chrétiens orthodoxes, 79,88 % ;
- Pentecôtistes, 7,77 % ;
- Réformés, 7,47 % ;
- baptistes, 2,42 % ;
- Catholiques romains, 1,25 % ;
- Grecs-Catholiques, 0,62 % ;
- Adventistes du septième jour, 0,44 %.

## Démographie
En 1910, à l'époque austro-hongroise, la commune comptait 2 779 Roumains (67,70 %) et 1 295 Hongrois (31,55 %).
En 1930, on dénombrait 3 442 Roumains (71,12 %), 1 198 Hongrois (24,75 %), 115 Juifs (2,38 %) et 68 Tsiganes (1,40 %).
En 1956, après la Seconde Guerre mondiale, 4 360 Roumains (83,41 %) côtoyaient 796 Hongrois (15,23 %), 57 Roms (1,09 %) et 10 rescapés juifs (0,19 %).
En 2002, la commune comptait 2 786 Roumains (83,26 %), 279 Roms (8,33 %) et 277Hongrois (8,27 %). On comptait à cette date 1 166 ménages et 1 284 logements.
| 1880  | 1890  | 1900  | 1910  | 1920  | 1930  | 1941  | 1956  | 1966  |
| ----- | ----- | ----- | ----- | ----- | ----- | ----- | ----- | ----- |
| 2 376 | 2 876 | 3 692 | 4 105 | 4 127 | 4 840 | 5 112 | 5 227 | 4 789 |

| 1977  | 1992  | 2002  | 2007  | - | - | - | - | - |
| ----- | ----- | ----- | ----- | - | - | - | - | - |
| 4 222 | 3 417 | 3 346 | 3 252 | - | - | - | - | - |

## Économie
L'économie de la commune repose sur l'agriculture et l'élevage. On dénombre quelques entreprises de construction et de transformation du bois.

## Communications

### Routes
Abram est située sur la route nationale DN19B Săcueni-Marghita-Șimleu Silvaniei-Zalău. L'autoroute A3 passera immédiatement au sud du village de Margine.

### Voies ferrées
Abram est desservie par la ligne des Chemins de fer roumains Săcueni-Sărmășag.

## Lieux et monuments
- Abram, église romane de l'ancienne abbaye des Prémontrés, datant des XIIe et XIIIe siècles, classée monument historique[7] ;
- Abram, église orthodoxe datant de 1892[7] ;
- Iteu, église orthodoxe datant de 1910[7] ;
- Margine, église orthodoxe en bois des Sts Archanges, datant de 1700, classée monument historique[7] ;
- Satu-Barba, église orthodoxe datant de 1913[7].

## Personnalités
- Francisc Hubic (ro), (1883-1947), prêtre grec-catholique, compositeur et chef d'orchestre.